# Bothriothorax nigripes
Bothriothorax nigripes is een vliesvleugelig insect uit de familie Encyrtidae. De wetenschappelijke naam is voor het eerst geldig gepubliceerd in 1895 door Howard.